# Servizio ferroviario metropolitano di Torino

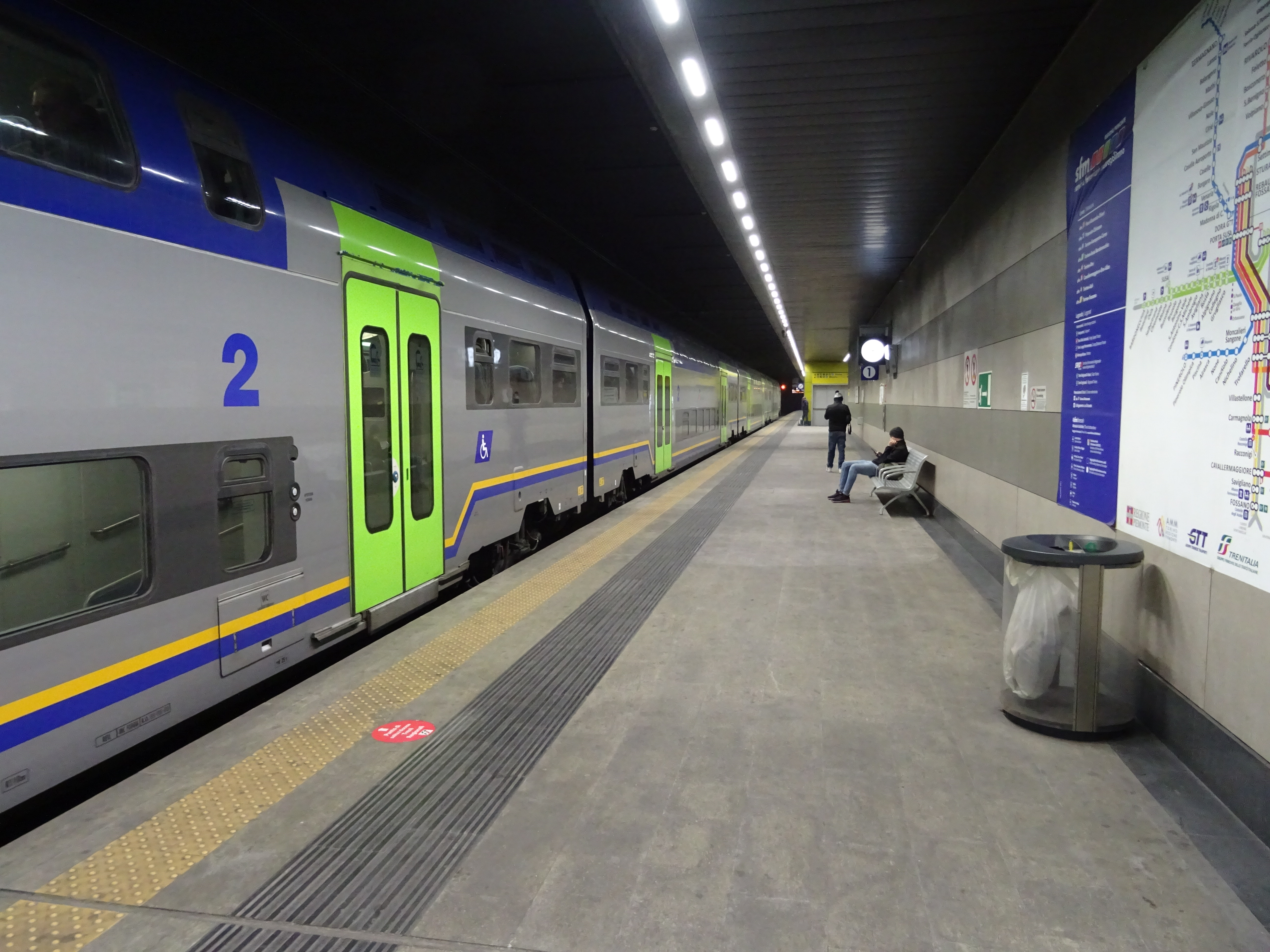
Bahnhof Torino Rebaudengo Fossata

Der Servizio ferroviario metropolitano di Torino (SFM) ist ein Schienenpersonennahverkehrssystem der norditalienischen Großstadt Turin.

## Geschichte
Planungen für eine umfassende Neuordnung des Eisenbahnknotens Turin gab es seit 1979. Im Jahr 1987 begann man mit dem Bau der unterirdischen Verbindungsstrecke (passante ferroviario) zwischen den Bahnhöfen Torino Stura im Norden (an der Bahnstrecke Turin–Mailand) und Torino Lingotto im Süden. Die Fertigstellung des Passante ferroviario war die wesentliche Voraussetzung für den geplanten Aufbau des Nahverkehrssystems. Dieses Projekt wurde von der Region Piemont angeregt und 1999 vorgestellt. 2005 übertrug die Regionalregierung die Realisierung dem Konsortium Agenzia per la Mobilita Metropolitana, an dem neben der Region auch die Provinz Turin, die Stadt Turin und einige Umlandgemeinden beteiligt sind. Am 4. Dezember 2012 wurde der Servizio ferroviario metropolitano di Torino in der Mole Antonelliana offiziell vorgestellt. Die ersten fünf Linien des SFMT nahmen am folgenden 9. Dezember den regulären Betrieb auf.

## Liniennetz
Der SFM umfasst derzeit insgesamt sieben Linien:
- SFM 1 Rivarolo–Chieri
- SFM 2 Chivasso–Pinerolo
- SFM 3 Turin–Susa/Bardonecchia
- SFM 4 Ciriè–Bra
- SFM 6 Turin–Asti
- SFM 7 Ciriè–Fossano
- SFM A Ciriè–Germagnano

Das Liniennetz hat eine Stammstrecke zwischen Torino Rebaudengo Fossata im Norden und Trofarello im Süden. Mit Ausnahme der Linien A und 3 verkehren alle Linien auf der Stammstrecke. Die Linie 6 endet in Torino Stura. Die Linie 3 endet noch am Bahnhof Porta Nuova, sie soll jedoch zukünftig ebenfalls an die Stammstrecke angeschlossen werden und dann bis zum Flughafen Turin-Caselle verkehren (Porta Nuova hat eine U-Bahn-Station). Später soll auch die noch fehlende Linie 5 zwischen Orbassano im Südwesten und Chivasso im Nordosten den Betrieb aufnehmen.